# ブロードウェイ・サースト
ブロードウェイ・サースト (Broadway Thirst) は、テキーラベースのカクテルで、ショートドリンクである。このカクテルの作者は、イギリスのサヴォイ・ホテルのハリー・クラドック。したがって、このカクテルはイギリス産まれである。カクテル名にある「ブロードウェイ」は、ニューヨークにあるブロードウェイのことだとする説もあるが、ブロードウェイという地名は各地に存在し、イギリスにもブロードウェイは存在するので、どこのブロードウェイを指しているのか不明。そもそもカクテル名（Broadway Thirst）を直訳すると「広い道が渇く」となり、ブロードウェイが地名を指しているのかどうかも不明である。

## 標準的なレシピ
- テキーラ ： オレンジ・ジュース ： レモン・ジュース ＝ 2：1：1
- 粉砂糖 ＝ 1tsp

## 作り方
テキーラ、オレンジ・ジュース、レモン・ジュース、粉砂糖をシェークして、カクテル・グラス（容量75～90ml程度）に注げば完成である。オレンジ・ジュースとレモン・ジュースは、その場でオレンジとレモンを絞ったものを使用するのがベストであるが、市販のジュースを用いても良い。

## 備考
テキーラ ： オレンジ・ジュース ： レモン・ジュース ＝ 3：2：1
として、よりオレンジの甘味を効かせることもある。

## 主な参考文献
- 稲 保幸 『カクテル こだわりの178種』 新星出版 1998年7月15日発行 ISBN 4-405-09640-6
- 稲 保幸 『カクテルガイド』 新星出版 1997年4月15日 ISBN 4-405-09629-5